# 100675 Chuyanakahara
100675 Chuyanakahara è un asteroide della fascia principale. Scoperto nel 1997, presenta un'orbita caratterizzata da un semiasse maggiore pari a 2,6162316 UA e da un'eccentricità di 0,2562434, inclinata di 4,57069° rispetto all'eclittica.